# Theages hoffmani
Theages hoffmani är en fjärilsart som beskrevs av Lauro Travassos 1962. Theages hoffmani ingår i släktet Theages och familjen björnspinnare. Inga underarter finns listade i Catalogue of Life.